# Campionati del mondo di atletica leggera 2013 - Lancio del giavellotto femminile
La gara di lancio del giavellotto femminile si è svolta tra venerdi 16 agosto e domenica 18 agosto 2013.

## Podio
| Pos.    | Atleta              | Nazionalità | Misura  |
| ------- | ------------------- | ----------- | ------- |
| Oro     | Christina Obergföll | Germania    | 69,05 m |
| Argento | Kimberley Mickle    | Australia   | 66,60 m |
| Bronzo  | Maria Abakumova     | Russia      | 65,09 m |

## Situazione pre-gara

### Record
Prima di questa competizione, il record del mondo (WR) e il record dei campionati (CR) erano i seguenti.
| Record                | Prestazione | Atleta                      | Data                                  | Competizione              |
| --------------------- | ----------- | --------------------------- | ------------------------------------- | ------------------------- |
| Record mondiale       | 72,28 m     | Barbora Špotáková Rep. Ceca | 13 settembre 2008 Stoccarda, Germania |                           |
| Record dei campionati | 71,99 m     | Maria Abakumova Russia      | 2 settembre 2011 Taegu, Corea del Sud | Campionati del mondo 2011 |

### Campioni in carica
I campioni in carica, a livello mondiale e continentale, erano:
| Campione | Atleta                      | Prestazione | Data                                  | Competizione               |
| -------- | --------------------------- | ----------- | ------------------------------------- | -------------------------- |
| Olimpico | Barbora Špotáková Rep. Ceca | 69,55 m     | 9 agosto 2012 Londra, Regno Unito     | Giochi della XXX Olimpiade |
| Mondiale | Maria Abakumova Russia      | 71,99 m     | 2 settembre 2011 Taegu, Corea del Sud | Campionati del mondo 2011  |
| Europeo  | Vira Rebryk Ucraina         | 66,86 m     | 29 giugno 2012 Helsinki, Finlandia    | Campionati europei 2012    |

### La stagione
Prima di questa gara, gli atleti con le migliori tre prestazioni dell'anno erano:
| Pos. | Atleta                       | Prestazione | Data                                         |
| ---- | ---------------------------- | ----------- | -------------------------------------------- |
| 1    | Maria Abakumova Russia       | 69,34 m     | 16 marzo 2013 Castellón de la Plana, Spagna  |
| 2    | Christina Obergföll Germania | 67,70 m     | 31 maggio 2013 Eugene, Stati Uniti d'America |
| 3    | Linda Stahl Germania         | 65,76 m     | 25 maggio 2013 Halle, Germania               |

## Risultati
| LEGENDA: | NR | Record nazionale | PB | Primato personale | SB | Primato stagionale |

### Qualificazioni
Si qualificano per la finale le concorrenti che ottengono una misura di almeno 61,50 m (Q); le migliori dodici misure (q) accedono comunque alla finale.
| Pos. | Gruppo | Atleta                 | Paese       | 1ª prova | 3ª prova | 3ª prova | Misura | Note  |
| ---- | ------ | ---------------------- | ----------- | -------- | -------- | -------- | ------ | ----- |
| 1    | A      | Maria Abakumova        | Russia      | 69,09    |          |          | 69,09  | Q     |
| 2    | B      | Kimberley Mickle       | Australia   | 59,92    | 65,73    |          | 65,73  | Q, PB |
| 3    | A      | Linda Stahl            | Germania    | 64,51    |          |          | 64,51  | Q     |
| 3    | B      | Sunette Viljoen        | Sudafrica   | 64,51    |          |          | 64,51  | Q, SB |
| 5    | A      | Kathryn Mitchell       | Australia   | x        | 62,80    |          | 62,80  | Q, SB |
| 6    | B      | Tatjana Jelača         | Serbia      | 57,65    | 62,68    |          | 62,68  | Q, NR |
| 7    | B      | Christina Obergföll    | Germania    | 62,36    |          |          | 62,36  | Q     |
| 8    | B      | Viktoriya Sudarushkina | Russia      | x        | 52,88    | 62,20    | 62,20  | Q     |
| 9    | A      | Sofi Flinck            | Svezia      | 61,96    |          |          | 61,96  | Q, NR |
| 10   | A      | Vira Rebryk            | Ucraina     | 59,49    | 58,60    | 61,70    | 61,70  | Q     |
| 11   | B      | Li Lingwei             | Cina        | 58,62    | 61,51    |          | 61,51  | Q, SB |
| 12   | B      | Nadeeka Lakmali        | Sri Lanka   | 56,12    | 59,09    | 60,39    | 60,39  | q     |
| 13   | B      | Katharina Molitor      | Germania    | 57,17    | 58,03    | 60,32    | 60,32  |       |
| 14   | B      | Līna Mūze              | Lettonia    | 54,36    | 60,29    | x        | 60,29  |       |
| 15   | A      | Zhang Li               | Cina        | 58,59    | 60,16    | 58,98    | 60,16  |       |
| 16   | A      | Yuki Ebihara           | Giappone    | 58,39    | 59,31    | 59,80    | 59,80  |       |
| 17   | A      | Krista Woodward        | Canada      | 58,86    | 55,31    | 55,59    | 58,86  |       |
| 18   | A      | Hanna Hatsko           | Ucraina     | 57,82    | 58,63    | 57,55    | 58,63  |       |
| 19   | B      | Marharyta Dorozhon     | Ucraina     | 58,23    | 54,53    | 55,40    | 58,23  |       |
| 20   | B      | Martina Ratej          | Slovenia    | 56,36    | 57,95    | x        | 57,95  |       |
| 21   | B      | Ásdís Hjálmsdóttir     | Islanda     | 57,36    | 57,65    | 55,98    | 57,65  |       |
| 22   | B      | Brittany Borman        | Stati Uniti | 53,20    | 57,63    | x        | 57,63  |       |
| 23   | A      | Flor Ruiz              | Colombia    | 55,43    | 57,47    | 54,09    | 57,47  |       |
| 24   | B      | Liina Laasma           | Estonia     | 55,53    | 54,11    | 56,93    | 56,93  |       |
| 25   | A      | Eliza Toader           | Romania     | 54,47    | 55,76    | 54,64    | 55,76  |       |
| 26   | A      | Jucilene de Lima       | Brasile     | 54,14    | 55,18    | x        | 55,18  |       |
| 27   | A      | Madara Palameika       | Lettonia    | x        | x        | 53,70    | 53,70  |       |

### Finale
| Pos.   | Atleta                 | Nazionalità | 1ª prova | 2ª prova | 3ª prova | 4ª prova | 5ª prova | 6ª prova | Misura | Note |
| ------ | ---------------------- | ----------- | -------- | -------- | -------- | -------- | -------- | -------- | ------ | ---- |
| center | Christina Obergföll    | Germania    | 64,63    | 69,05    | 64,02    | 62,93    | x        | x        | 69,05  | SB   |
| center | Kimberley Mickle       | Australia   | 60,43    | 66,25    | 64,18    | 64,29    | x        | 66,60    | 66,60  | PB   |
| center | Maria Abakumova        | Russia      | 65,09    | 63,78    | 64,33    | x        | 60,99    | 58,71    | 65,09  |      |
| 4      | Linda Stahl            | Germania    | 64,78    | 62,58    | x        | x        | x        | 61,81    | 64,78  |      |
| 5      | Kathryn Mitchell       | Australia   | 63,77    | x        | 60,34    | 62,19    | x        | 62,23    | 63,77  | SB   |
| 6      | Sunette Viljoen        | Sudafrica   | 63,58    | x        | 56,51    | 58,66    | 59,00    | 60,25    | 63,58  |      |
| 7      | Viktoriya Sudarushkina | Russia      | 60,44    | 62,21    | 55,82    | x        | 58,64    | x        | 62,21  |      |
| 8      | Li Lingwei             | Cina        | 57,48    | 60,30    | 61,30    | 55,63    | 57,58    | 57,96    | 61,30  |      |
| 9      | Tatjana Jelača         | Serbia      | 60,38    | 60,63    | 60,81    |          |          |          | 60,81  |      |
| 10     | Sofi Flinck            | Svezia      | 57,56    | 59,52    | 55,56    |          |          |          | 59,52  |      |
| 11     | Vira Rebryk            | Ucraina     | x        | 58,33    | x        |          |          |          | 58,33  |      |
| 12     | Nadeeka Lakmali        | Sri Lanka   | 55,10    | 58,16    | 55,77    |          |          |          | 58,16  |      |